# Museum de Rijf

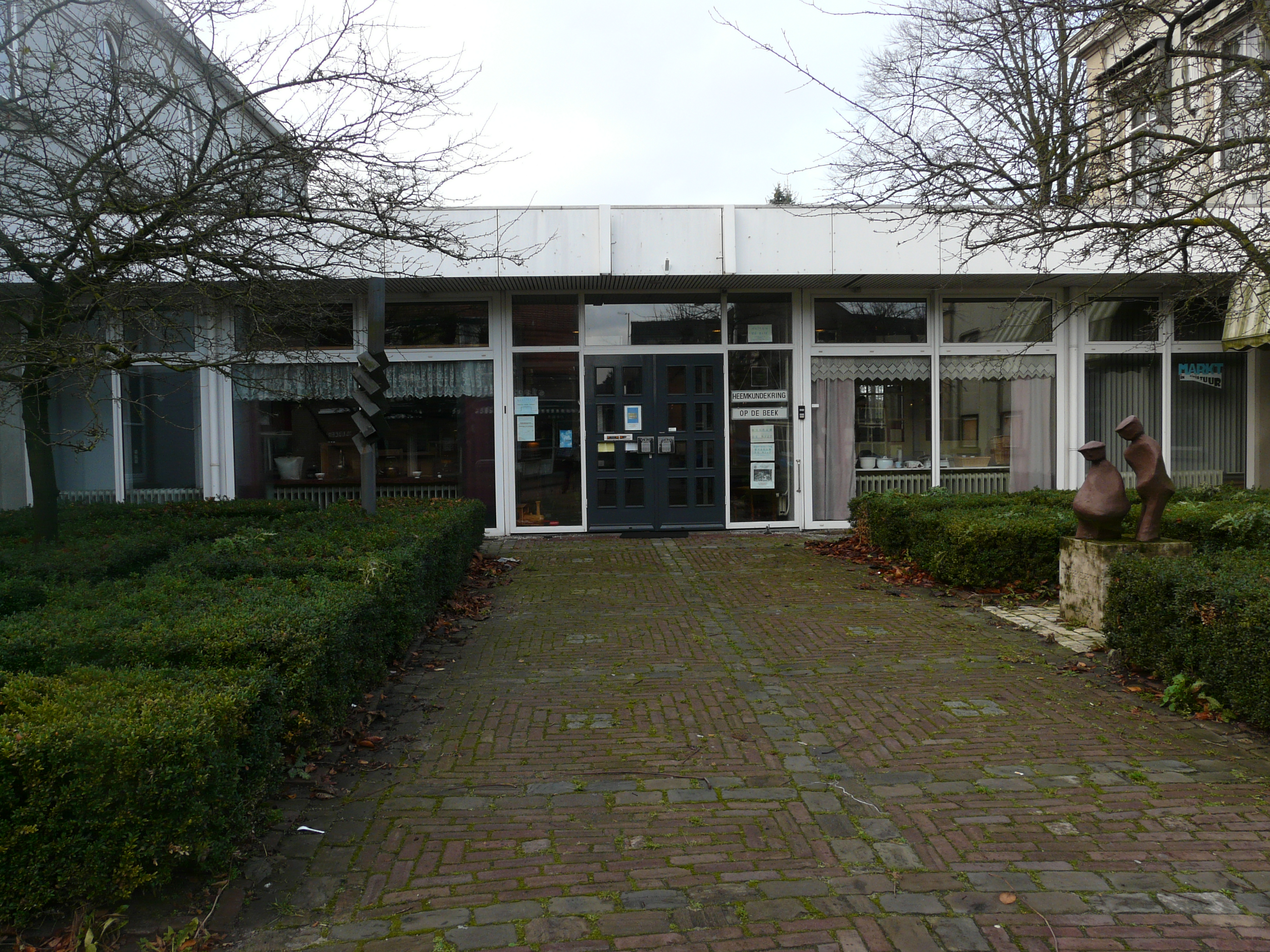
Het voormalige pand van Museum de Rijf

Museum de Rijf is een Nederlands heemkundig museum in het Noord-Brabantse Prinsenbeek.

## Geschiedenis
Het museum werd geopend op 8 oktober 2005 en was tot 1 april 2010 gevestigd in het voormalige gemeentehuis van Prinsenbeek. Op 30 oktober 2010 werd het museum verhuisd naar de Vijverstraat 3 en is sinds 1 oktober 2017 gehuisvest aan de Brielsedreef 39a in Prinsenbeek  Het museum is iedere maand op zondagmiddag gratis toegankelijk.
Te zien zijn onder andere een maquette van het dorp in de jaren 50, een schooltje, een kerkhoek met biechtstoel, het schildersatelier van Jan Strube, landbouwwerktuigen, een kamer met bedstee, een politiebureau en wisselende exposities.

## Fotogalerij

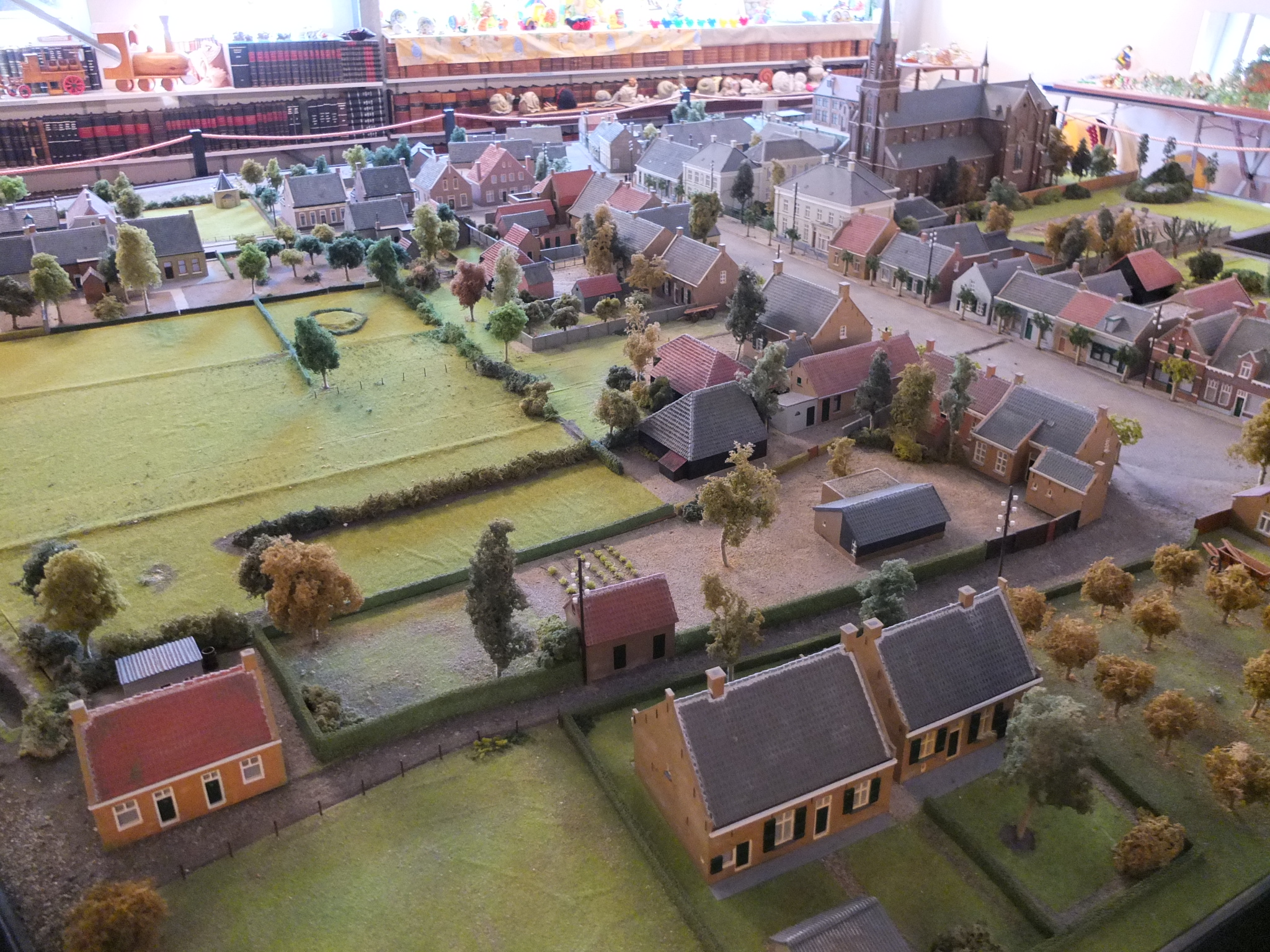
Maquette Prinsenbeek
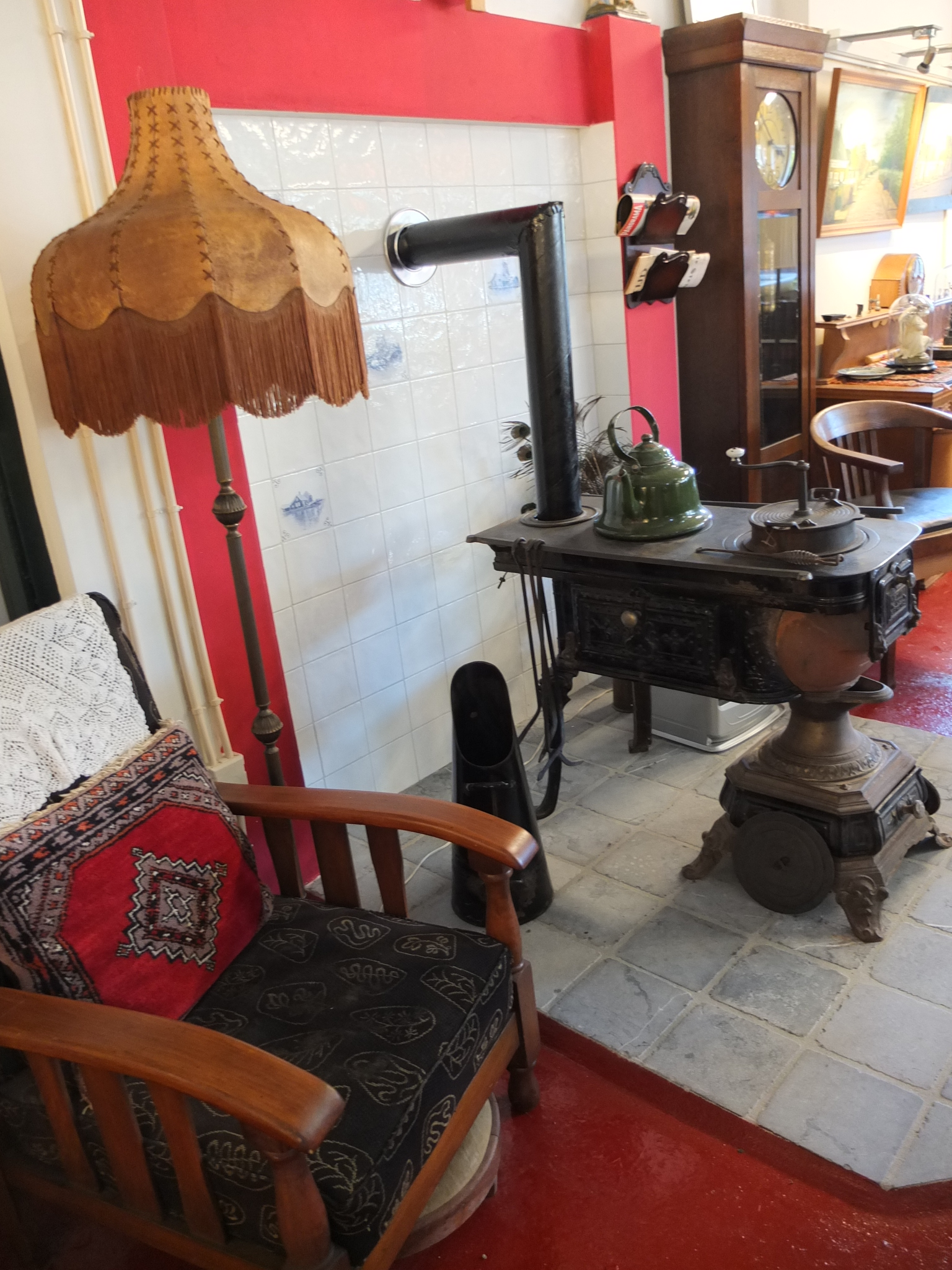
Kachel en fauteuil
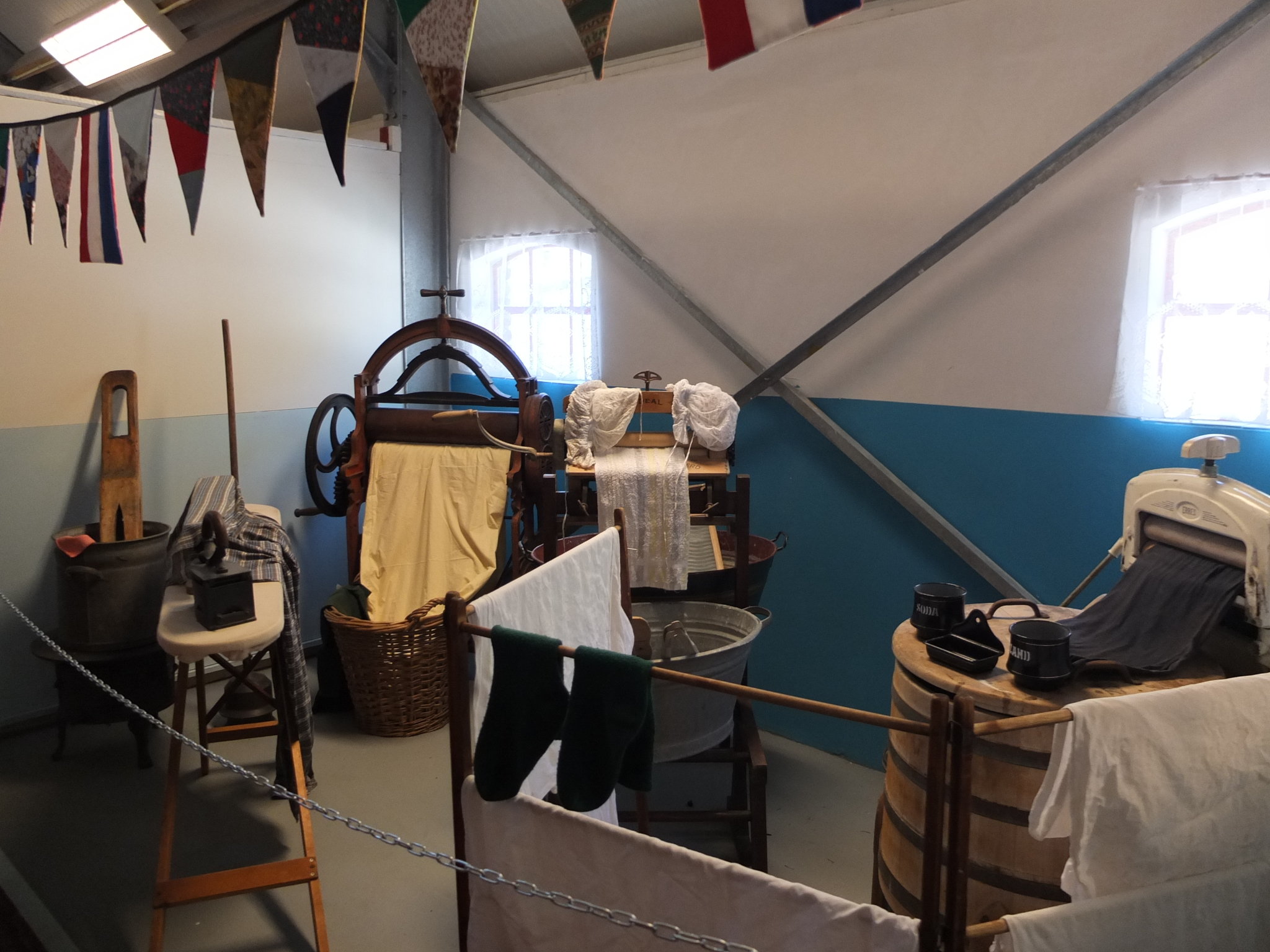
Wassen, drogen en strijken
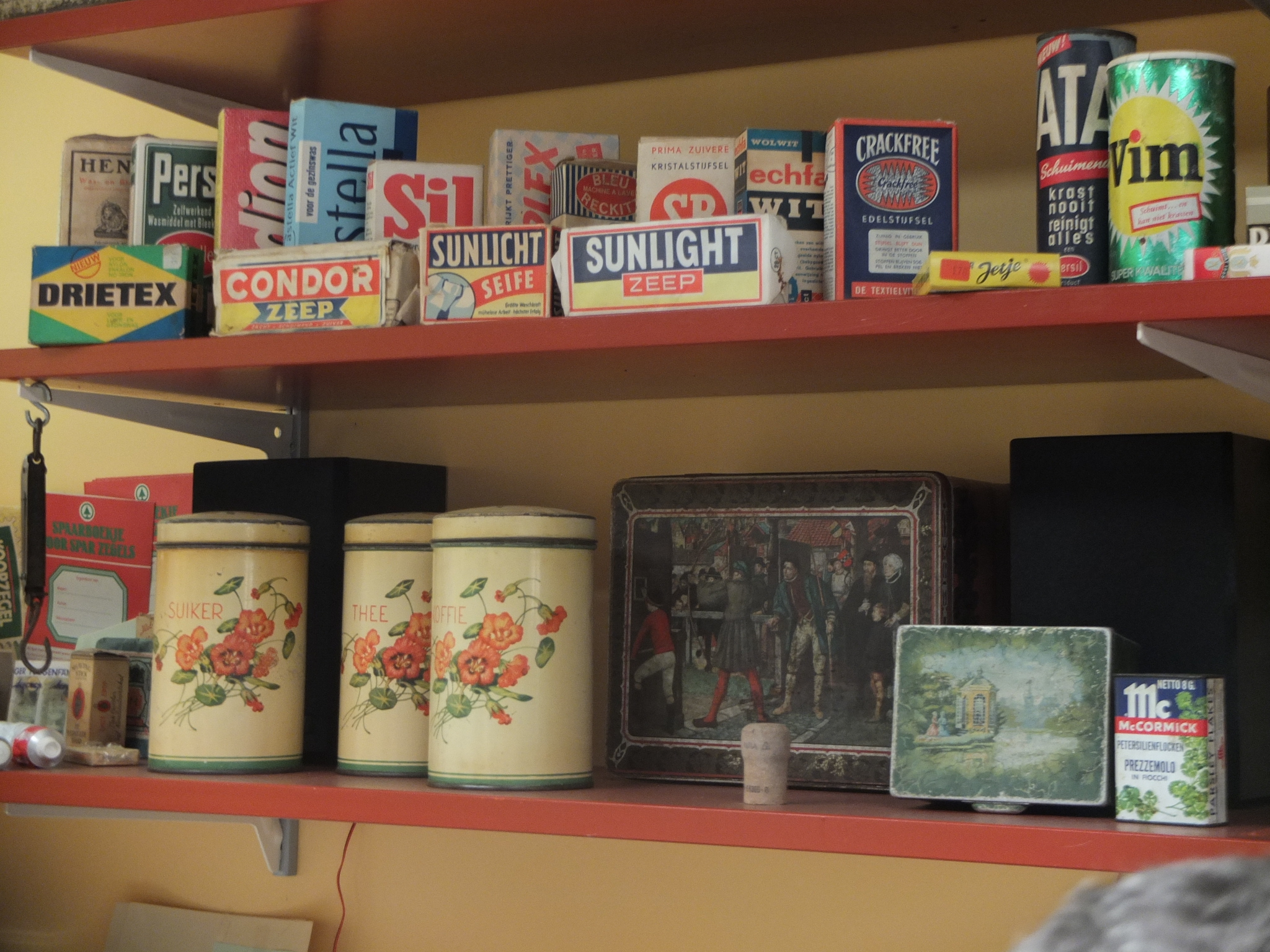
Kruideniersartikelen